# Благовещенский троллейбус
Благове́щенский троллейбус — система троллейбусного транспорта города Благовещенска. Существовала с 1979 по 2016 год.

## История
Троллейбусное движение в Благовещенске открылось 22 августа 1979 года. Единственный маршрут № 1, проходя по четырём городским магистралям — улицам Калинина, Зейской, 50-летия Октября и Тенистой, — образовывал кольцо. В 1980 году было построено ответвление до железнодорожного вокзала, в 1984-м — через Калининский переезд до 2-го микрорайона, куда был запущен маршрут № 2, а в 1989-м — линия на 1-ю городскую больницу. Маршрут № 1, который к тому времени представлял собой «обрезанную» версию 2-го маршрута, вскоре был ликвидирован.
В 1989 году с вводом линии до 1-й городской больницы был запущен маршрут № 3, следовавший от больницы по улице Горького до вокзала и обратно. Через год его заменил 4-й маршрут, проходивший от больницы до вокзала через улицы Калинина и Зейскую.
В конце 1990-х годов в порядке эксперимента снова был запущен маршрут с порядковым номером 3, который не заходил во 2-й микрорайон, следуя по маршруту ул. Тенистая — ул. 50-летия Октября — ул. Зейская — ул. Калинина, тем самым повторяя «исторический» маршрут № 1. Он просуществовал несколько месяцев и был закрыт как нерентабельный.
Осенью 2000 года пущена в эксплуатацию первая очередь линии в 3-й микрорайон до Амурского государственного университета и областной клинической больницы. Движение осуществлялось по маршруту Игнатьевское шоссе — Студенческая улица — Институтская — Василенко — Воронкова — Студенческая — Игнатьевское шоссе и далее по прежней схеме. Это позволило охватить сетью троллейбуса крупнейший спальный район Благовещенска с несколькими десятками тысяч жителей, а также довести троллейбус до студенческого городка крупнейшего вуза Амурской области. По новой линии были пущены продленные маршруты № 2в и 2к. Конечной остановкой маршрута № 4 по-прежнему оставалось разворотное кольцо на пересечении Игнатьевского шоссе и улицы Дьяченко, вследствие чего пассажиропоток был ограничен.
Маршрут № 4 был закрыт 15 августа 2002 года из-за нерентабельности и технологического несовершенства — в своё время линия была запущена как временный вариант на контактной сети недостроенного кольцевого маршрута; кроме того, у линии не было собственной подстанции. По состоянию на ноябрь 2013 года контактная сеть неработоспособна (местами оборваны провода), однако на большинстве участков сохранена. Разворотное кольцо в районе перекрестка Игнатьевского шоссе и улицы Дьяченко, использовавшееся маршрутом в микрорайоне № 2, демонтировано.
Летом 2003 года была открыта вторая очередь линии в микрорайонах № 2 и 3. Она прошла по ул. Дьяченко и в районе кинотеатра «Харбин». Линия была включена в состав кольцевых маршрутов 2в и 2к, которые на этом отрезке ранее полностью дублировали друг друга, а после стали разъезжаться во встречных направлениях.
В июле 2013 года маршруты 2в и 2к были сокращены: вместо Зейской улицы они были переведены на улицу Горького вследствие начавшегося на Зейской масштабного ремонта канализационного коллектора, который, по оценкам, продлится до конца 2014 года.
В ноябре 2013 года маршрут 2в продлен до улицы Ленина, что обеспечило доступ троллейбусов на главную городскую автомагистраль. Маршрут получил 5 новых остановок. Администрация городского троллейбусного управления связывает с обновленным маршрутом движения надежды на рост рентабельности предприятия и дальнейшее развитие сети.
8 июня 2014 года маршрут 2к также пущен до улицы Ленина. Он использует ту же одностороннюю линию, что и маршрут 2в. Для этого он делает своеобразную восьмёрку: с Калинина троллейбус поворачивает на Горького, затем на 50-летия Октября в сторону ЦУМа, затем на Ленина, снова на Калинина, далее возвращается на Горького, откуда поворачивает на 50-летия Октября уже в сторону железнодорожного вокзала. Таким образом, маршрут 2К дважды проходит через один и тот же участок на улице Горького. О направлении троллейбуса пассажирам сообщают кондукторы и водители.
С 1 мая 2015 года маршрут 2к обслуживается автобусами. Закрытие маршрута 2в состоялось 22 августа 2016 года. До этого 8 июля 2016 года на реконструкцию были закрыты улица Мухина и Игнатьевское шоссе, по которым проходили троллейбусы.

### Маршруты
- № 1, «Ул. 50-летия Октября — Зейская ул. — ул. Калинина — Тенистая ул.», 1979 — середина 1980-х гг. Закрыт в связи с расширением троллейбусной сети и пуском новых маршрутов.

- № 2в, «Вокзал — ул. Ленина — микрорайоны № 2, 3 — Областная больница — Вокзал», кольцевой маршрут, внутреннее кольцо.  в связи с ремонтом улицы Мухина и Игнатьевского шоссе с 22 августа 2016 года.

- № 2к, «Вокзал — микрорайоны № 2, 3 — Областная больница — ул. Горького — ул. Ленина — ул. Калинина — ул. Горького — Вокзал», кольцевой маршрут, внешнее кольцо. Заменён автобусом с 1 мая 2015 года.

- № 3, «Вокзал — ул. 50-летия Октября — Зейская ул. — ул. Калинина — Тенистая ул.», конец 1990-х годов. Просуществовал несколько месяцев, закрыт как нерентабельный.

- № 4, «Вокзал — микрорайон № 2 — 1-я горбольница — ул. 50-летия Октября», 1989—2002 гг. Закрыт как нерентабельный.
- № 5,  Не открыт.

## Перевозчик
Эксплуатацию троллейбусной сети осуществляло МП «Троллейбусное управление», расположенное по адресу: 675016, г. Благовещенск, ул. Калинина, 114. Директор — Сергей Штанько. Проектная вместимость — 50 троллейбусов.

## Подвижной состав
В Благовещенске эксплуатировались троллейбусы следующих моделей:
- ЗИУ-682, 1шт.
- ВМЗ-170, 5 шт. (№ 01—05)
- ВМЗ-5298, 2 шт. (№ 06, 07)
- БТЗ-5276, 4 шт. (№ 08, 09, 40, 41)
- БТЗ-52763, 2 шт. (№ 10, 11)
- БТЗ-52768, 2 шт. (№ 12,14)

## Описание сети
Сеть благовещенского троллейбуса была кольцевой на всем протяжении, без конечных остановок.

## Хронология изменения тарифов
| Год              | Дата изменения тарифа | Стоимость проезда |
| до 2 апреля 1991 |                       | 5 копеек          |
| 1992             | 2 января              | 30 копеек         |
| 1995             | 1 февраля             | 300 рублей        |
| 1995             | 1 апреля              | 400 рублей        |
| 1995             | 20 августа            | 500 рублей        |
| 1996             | 1 февраля             | 800 рублей        |
| 1996             | 1 сентября            | 1000 рублей       |
| 1998             | 1 января              | 1 рубль           |
| 1999             | 1 марта               |                   |
| 1999             | 1 сентября            | 2 рубля           |
| 2000             | 1 января              | 2 рубля 50 копеек |
| 2001             | 1 июля                | 4 рубля           |
| 2003             | 1 февраля             | 5 рублей          |
| 2004             | 1 марта               | 6 рублей          |
| 2005             | 1 декабря             | 8 рублей          |
| 2006             | 1 декабря             | 10 рублей         |
| 2009             | 1 мая                 | 12 рублей         |
| 2010             | 10 декабря            | 14 рублей         |
| 2012             | 1 января              | 15 рублей         |
| 2013             | 1 января              | 16 рублей         |
| 2014             | 1 января              | 17 рублей         |
| 2015             | 1 января              | 20 рублей         |

## Состояние троллейбусной системы в последние годы работы
В 2005 году в Благовещенске была принята программа «„Развитие пассажирского транспорта“ на 2005—2008 годы». В соответствии с ней, ещё в 2005 году должно было начаться строительство линии по маршруту ул. Горького — Первомайская ул. — ул. Ленина — Артиллерийская ул. Протяженность контактной сети к 2008 году должна была вырасти с 36,5 км до 45,3 км, число маршрутов — с 2 до 4. Однако программа практически не выполнялась: так, в 2006 и 2007 годах не было приобретено ни одного нового троллейбуса, тогда как программой предусматривалась покупка 8 машин в 2006 и 13 — в 2007 годах.
В декабре 2007 года вместо прежней была принята новая программа развития пассажирского транспорта на 2005—2013 годы. Число троллейбусов, которые, в соответствии с ней, в ближайшие годы должны были быть приобретены, сократилось до 4-х: два в 2008 и два в 2011 годах. Из программы было исключено строительство линии по улицам Ленина и Горького, вместо этого был включён проект продления ветки от 1-й горбольницы до 2 и 3 микрорайонов по улице Загородной. Строительство этой линии велось в середине 1990-х годов, но впоследствии было заморожено. Новую тяговую подстанцию для линии было запланировано построить в 2011—2012 годах. Общий объём расходов на развитие электротранспорта в Благовещенске до 2013 года должен был составить 30 миллионов рублей.
В октябре 2008 года планы развития электротранспорта Благовещенска были в очередной раз сокращены. В городе принята очередная программа развития общественного транспорта. В соответствии с ней, все прежние планы по строительству новых линий троллейбуса были исключены. Единственным пунктом развития электротранспорта стало восстановление работоспособности линии к городской больнице № 1. Это мероприятие также не было выполнено.
Таким образом, троллейбусное сообщение в Благовещенске в течение последних 13 лет не развивалось вплоть до окончательного закрытия движения в 2016 г.